# Lepidodactylus manni
Lepidodactylus manni — вид геконоподібних ящірок родини геконових (Gekkonidae). Ендемік Фіджі. Вид названий на честь американського ентомолога Вільяма Монтани Манна.

## Поширення і екологія
Lepidodactylus manni мешкають на островах Віті-Леву, Рабі, Овалау і Кадаву. Вони живуть у вологих тропічних лісах, під корою дерев, серед камінням і в тріщинах серед скель. Відкладають яйця, в кладці 2 яйця.

## Збереження
МСОП класифікує цей вид як вразливий. Lepidodactylus manni загрожує знищення природного середовища.